# Discographie des Kinks
Au cours de leurs trois décennies de carrière, les Kinks ont sorti vingt-quatre albums, trois albums live et de nombreuses compilations.

## Albums

### Albums studio
Le symbole ∅ indique que l'album n'est pas sorti dans le pays concerné ; — indique que l'album n'est pas entré dans le hit-parade.
| Année | Album | Position    | Position   | Label       |
| Année | Album | Royaume-Uni | États-Unis | Label       |
| ----- | --- | ----------- | ---------- | ----------- |
| 1964  | Kinks Sorti le 2 octobre 1964 au Royaume-Uni chez Pye Sorti en novembre 1964 aux États-Unis chez Reprise sous le titre You Really Got Me | 3           | 29         | Pye Reprise |
| 1965  | Kinks-Size Sorti en mars 1965 aux États-Unis chez Reprise                                                                                | ∅           | 13         | Pye Reprise |
| 1965  | Kinda Kinks Sorti le 5 mars 1965 au Royaume-Uni chez Pye Sorti le 11 août 1965 aux États-Unis chez Reprise                               | 3           | 60         | Pye Reprise |
| 1965  | Kinkdom Sorti en novembre 1965 aux États-Unis chez Reprise                                                                               | ∅           | 47         | Pye Reprise |
| 1965  | The Kink Kontroversy Sorti le 26 novembre 1965 au Royaume-Uni chez Pye Sorti le 30 mars 1966 aux États-Unis chez Reprise                 | 9           | 95         | Pye Reprise |
| 1966  | Face to Face Sorti le 28 octobre 1966 chez Pye / Reprise                                                                                 | 12          | 136        | Pye Reprise |
| 1967  | Something Else by the Kinks Sorti le 15 septembre 1967 chez Pye / Reprise                                                                | 35          | 153        | Pye Reprise |
| 1968  | The Kinks Are the Village Green Preservation Society Sorti le 22 novembre 1968 chez Pye / Reprise                                        | —           | —          | Pye Reprise |
| 1969  | Arthur (Or the Decline and Fall of the British Empire) Sorti le 10 octobre 1969 chez Pye / Reprise                                       | —           | 105        | Pye Reprise |
| 1970  | Lola versus Powerman and the Moneygoround, Part One Sorti le 27 novembre 1970 chez Pye / Reprise                                         | —           | 35         | Pye Reprise |
| 1971  | Percy Sorti le 26 mars 1971 chez Pye | —           | ∅          | Pye Reprise |
| 1971  | Muswell Hillbillies Sorti le 24 novembre 1971 chez RCA                                                                                   | —           | 100        | RCA         |
| 1972  | Everybody's in Show-Biz Sorti le 25 août 1972 chez RCA                                                                                   | —           | 70         | RCA         |
| 1973  | Preservation Act 1 Sorti le 16 novembre 1973 chez RCA                                                                                    | —           | 177        | RCA         |
| 1974  | Preservation Act 2 Sorti le 8 mai 1974 chez RCA                                                                                          | —           | 114        | RCA         |
| 1975  | A Soap Opera Sorti le 16 mai 1975 chez RCA                                                                                               | —           | 51         | RCA         |
| 1975  | Schoolboys in Disgrace Sorti le 17 novembre 1975 chez RCA                                                                                | —           | 45         | RCA         |
| 1977  | Sleepwalker Sorti le 25 février 1977 chez Arista                                                                                         | —           | 21         | Arista      |
| 1978  | Misfits Sorti le 19 mai 1978 chez Arista                                                                                                 | —           | 40         | Arista      |
| 1979  | Low Budget Sorti le 7 septembre 1979 chez Arista                                                                                         | —           | 11         | Arista      |
| 1981  | Give the People What They Want Sorti le 15 août 1981 aux États-Unis (en janvier 1982 au Royaume-Uni) chez Arista                         | —           | 15         | Arista      |
| 1983  | State of Confusion Sorti le 10 juin 1983 chez Arista                                                                                     | —           | 12         | Arista      |
| 1984  | Word of Mouth Sorti le 19 novembre 1984 chez Arista                                                                                      | —           | 57         | Arista      |
| 1986  | Think Visual Sorti le 17 novembre 1986 chez MCA aux États-Unis et chez London au Royaume-Uni                                             | —           | 81         | MCA London  |
| 1989  | UK Jive Sorti le 2 octobre 1989 chez MCA aux États-Unis et chez London au Royaume-Uni                                                    | —           | 122        | MCA London  |
| 1993  | Phobia Sorti le 29 mars 1993 chez Columbia                                                                                               | —           | 166        | Columbia    |

### Albums en concert
- 1968 : Live at Kelvin Hall (US #162)
- 1980 : One for the Road (US #14)
- 1988 : Live: The Road (US #110)
- 1994 : To the Bone
- 2001 : BBC Sessions 1964-1977

### Compilations
- 1966 : Greatest Hits! (US #9)
- 1966 : Well Respected Kinks (UK #5)
- 1967 : Sunny Afternoon (UK #9)
- 1970 : The Hit Collection
- 1971 : Golden Hour of the Kinks (UK #21)
- 1972 : The Kink Kronikles (US #94)
- 1973 : The Great Lost Kinks Album (US #145)
- 1974 : Golden Hour of the Kinks Vol. 2
- 1976 : The Kinks' Greatest: Celluloid Heroes (US #144)
- 1978 : 20 Golden Greats (UK #19)
- 1980 : Second Time Around (US #177)
- 1981 : The Kinks Collection
- 1983 : Candy from Mr. Dandy
- 1983 : Dead End Street: Kinks Greatest Hits (UK #96)
- 1984 : Kinks Kollectables
- 1984 : The Kinks: A Compleat Collection
- 1986 : Come Dancing with the Kinks: The Best of 1977-1986 (US #159)
- 1988 : The Kinks Are Well Respected Men
- 1989 : 25 Years: The Ultimate Collection (UK #35)
- 1990 : Fab Forty the single collection 1964-1970
- 1992 : The Kinks Story Vol. 1: 1964-1966 et Vol. 2: 1967-1971
- 1993 : The Definitive Collection: The Kinks Greatest Hits (UK #18)
- 1994 : You Really Got Me: The Very Best of The Kinks (UK #42)
- 1997 : The Singles Collection
- 1998 : God Save The Kinks
- 2002 : The Ultimate Collection (UK #32)
- 2008 : Picture Book (coffret 6 CD)
- 2014 : Classics: The Best of The Kinks
- 2023 : The Journey: Part 1
- 2023 : The Journey: Part 2
- 2025 : The Journey: Part 3

## EP
- 1964 : Kinksize Session
- 1965 : Kinksize Hits
- 1965 : Kwyet Kinks
- 1966 : Dedicated Kinks
- 1968 : The Kinks
- 1991 : Did Ya

## Singles
Le symbole ∅ indique que le single n'est pas sorti dans le pays concerné ; — indique que le single n'est pas entré dans le hit-parade.

### Années 1960
| Date de sortie    | Single                                 | Position         | Position          | Album                                  |
| Date de sortie    | Single                                 | UK Singles Chart | Billboard Hot 100 | Album                                  |
| ----------------- | -------------------------------------- | ---------------- | ----------------- | -------------------------------------- |
| 7 février 1964    | Long Tall Sally                        | —                | 129               | -                                      |
| 17 avril 1964     | You Still Want Me                      | —                | ∅                 | -                                      |
| 4 août 1964       | You Really Got Me                      | 1                | 7                 | Kinks                                  |
| 23 octobre 1964   | All Day and All of the Night           | 2                | 7                 | -                                      |
| 15 janvier 1965   | Tired of Waiting for You               | 1                | 6                 | Kinda Kinks                            |
| 19 mars 1965      | Ev'rybody's Gonna Be Happy             | 17               | ∅                 | -                                      |
| 21 mai 1965       | Set Me Free                            | 9                | 23                | -                                      |
| 30 juillet 1965   | See My Friends                         | 10               | 111               | -                                      |
| 14 août 1965      | Who'll Be the Next in Line             | ∅                | 34                | -                                      |
| octobre 1965      | A Well Respected Man                   | ∅                | 13                | Kwyet Kinks                            |
| 19 novembre 1965  | Till the End of the Day                | 8                | 50                | The Kinks Kontroversy                  |
| 25 février 1966   | Dedicated Follower of Fashion          | 4                | 36                | -                                      |
| 3 juin 1966       | Sunny Afternoon                        | 1                | 14                | Face to Face                           |
| 18 novembre 1966  | Dead End Street                        | 5                | 73                | -                                      |
| 5 mai 1967        | Waterloo Sunset                        | 2                | —                 | Something Else                         |
| 13 octobre 1967   | Autumn Almanac                         | 3                | —                 | -                                      |
| 5 avril 1968      | Wonderboy                              | 36               | —                 | -                                      |
| 28 juin 1968      | Days                                   | 12               | —                 | -                                      |
| 8 janvier 1969    | Starstruck                             | ∅                | —                 | The Village Green Preservation Society |
| 28 mars 1969      | Plastic Man                            | 31               | ∅                 | -                                      |
| 20 juin 1969      | Drivin'                                | —                | ∅                 | Arthur                                 |
| 30 juillet 1969   | The Village Green Preservation Society | ∅                | —                 | The Village Green Preservation Society |
| 12 septembre 1969 | Shangri-La                             | —                | ∅                 | Arthur                                 |
| 12 décembre 1969  | Victoria                               | 33               | 62                | Arthur                                 |

### Années 1970
| Date de sortie    | Single                             | Position         | Position          | Album                   |
| Date de sortie    | Single                             | UK Singles Chart | Billboard Hot 100 | Album                   |
| ----------------- | ---------------------------------- | ---------------- | ----------------- | ----------------------- |
| 12 juin 1970      | Lola                               | 2                | 9                 | Lola versus Powerman... |
| 20 novembre 1970  | Apeman                             | 5                | 45                | Lola versus Powerman... |
| avril 1971        | God's Children                     | —                | —                 | Percy                   |
| décembre 1971     | 20th Century Man                   | ∅                | 106               | Muswell Hillbillies     |
| 5 mai 1972        | Supersonic Rocket Ship             | 16               | 111               | Everybody's in Show-Biz |
| 24 novembre 1972  | Celluloid Heroes                   | —                | —                 | Everybody's in Show-Biz |
| 20 avril 1973     | One of the Survivors               | ∅                | 108               | Preservation Act 1      |
| 29 juin 1973      | Sitting in the Midday Sun          | —                | —                 | Preservation Act 1      |
| 21 septembre 1973 | Sweet Lady Genevieve               | —                | —                 | Preservation Act 1      |
| 16 novembre 1973  | Where Have All the Good Times Gone | —                | ∅                 | -                       |
| avril 1974        | Money Talks                        | ∅                | —                 | Preservation Act 2      |
| 26 juillet 1974   | Mirror of Love                     | —                | —                 | Preservation Act 2      |
| 11 octobre 1974   | Holiday Romance                    | —                | ∅                 | A Soap Opera            |
| novembre 1974     | Preservation                       | ∅                | —                 | Preservation Act 1      |
| 18 avril 1975     | Ducks on the Wall                  | —                | ∅                 | A Soap Opera            |
| avril 1975        | Starmaker                          | ∅                | —                 | A Soap Opera            |
| 23 mai 1975       | You Can't Stop the Music           | —                | ∅                 | A Soap Opera            |
| janvier 1976      | I'm in Disgrace                    | ∅                | —                 | Schoolboys in Disgrace  |
| 23 janvier 1976   | No More Looking Back               | —                | ∅                 | Schoolboys in Disgrace  |
| 18 mars 1977      | Sleepwalker                        | —                | 48                | Sleepwalker             |
| 3 juin 1977       | Juke Box Music                     | —                | —                 | Sleepwalker             |
| 25 novembre 1977  | Father Christmas                   | —                | —                 | -                       |
| 19 mai 1978       | A Rock 'n' Roll Fantasy            | —                | 30                | Misfits                 |
| 14 juillet 1978   | Live Life                          | —                | —                 | Misfits                 |
| 29 septembre 1978 | Black Messiah                      | —                | ∅                 | Misfits                 |
| 26 janvier 1979   | (Wish I Could Fly Like) Superman   | —                | 41                | Low Budget              |
| 28 septembre 1979 | Moving Pictures                    | —                | ∅                 | Low Budget              |
| août 1979         | A Gallon of Gas                    | ∅                | —                 | Low Budget              |
| septembre 1979    | Catch Me Now I'm Falling           | ∅                | —                 | Low Budget              |
| 30 novembre 1979  | Pressure                           | —                | ∅                 | -                       |

### Années 1980-2000
| Date de sortie    | Single                                         | Position         | Position          | Position                   | Album                          |
| Date de sortie    | Single                                         | UK Singles Chart | Billboard Hot 100 | Hot Mainstream Rock Tracks | Album                          |
| ----------------- | ---------------------------------------------- | ---------------- | ----------------- | -------------------------- | ------------------------------ |
| juillet 1980      | Lola (Live)                                    | ∅                | 81                | —                          | One for the Road               |
| 29 octobre 1980   | You Really Got Me (Live)                       | ∅                | —                 | —                          | One for the Road               |
| 19 juin 1981      | Better Things                                  | 46               | 92                | 12                         | Give the People What They Want |
| 28 septembre 1981 | Destroyer                                      | ∅                | 85                | 3                          | Give the People What They Want |
| 30 octobre 1981   | Predictable                                    | —                | —                 | —                          | Give the People What They Want |
| 19 novembre 1982  | Come Dancing                                   | 12               | 6                 | 17                         | State of Confusion             |
| 30 septembre 1983 | Don't Forget to Dance                          | 58               | 29                | 16                         | State of Confusion             |
| 10 août 1984      | Good Day                                       | —                | —                 | —                          | Word of Mouth                  |
| mars 1985         | Summer's Gone                                  | —                | ∅                 | ∅                          | Word of Mouth                  |
| 19 avril 1985     | Do It Again (en)                               | —                | 41                | 4                          | Word of Mouth                  |
| 17 novembre 1986  | Rock 'n' Roll Cities                           | ∅                | —                 | 37                         | Think Visual                   |
| 22 décembre 1986  | How Are You?                                   | —                | —                 | —                          | Think Visual                   |
| 3 avril 1987      | Lost and Found                                 | —                | —                 | 37                         | Think Visual                   |
| 16 mai 1988       | The Road                                       | —                | —                 | —                          | Live: The Road                 |
| 25 septembre 1989 | Down All the Days (Till 1992)                  | —                | —                 | —                          | UK Jive                        |
| 19 février 1990   | How Do I Get Close                             | —                | —                 | —                          | UK Jive                        |
| 12 juillet 1993   | Scattered                                      | —                | —                 | —                          | Phobia                         |
| 15 novembre 1993  | Only a Dream                                   | —                | —                 | —                          | Phobia                         |
| septembre 2004    | You Really Got Me (réédition 40e anniversaire) | 42               | —                 | —                          | Kinks                          |
| mai 2007          | Waterloo Sunset (réédition 40e anniversaire)   | 88               | —                 | —                          | Something Else                 |